# Munro Leaf
Wilbur Munro Leaf, conhecido como Munro Leaf (Hamilton, Maryland, 04 de dezembro de 1905 – Garret Park, Maryland, 21 de dezembro de 1976), foi um autor americano de literatura infantil que escreveu e ilustrou cerca de 40 livros em 40 anos de carreira.

## Biografia
Munro Leaf, nasceu em Hamilton, Maryland em 1905. Graduou-se na Universidade de Maryland em 1927 e tornou-se mestre em literatura inglesa pela Universidade de Harvard em 1931. 
Foi professor de ensino secundário para, em seguida, tornar-se editor da A. Frederick Stokes Company.
O autor é mais lembrado por um livro infantil de sua autoria, Ferdinando, o Touro, um bovino espanhol, que preferiu ficar cheirando as flores ao invés de lutar em touradas na Espanha. 
Leaf teria escrito esse livro a pedido de seu amigo, o ilustrador Robert Lawson. O pequeno romance, assim que publicado, provocou considerável polêmica, sendo proibido na Espanha e queimado  na Alemanha nazista por ser considerado um símbolo pacifista. Apesar da controvérsia, o livro lhe rendeu reconhecimento mundial, era apreciado por Gandhi e teve mais de 60 traduções estrangeiras, nunca saindo de impressão e ganhando vida nas telas através de um curta-metragem da Disney em 1938. 
Wilbur Munro Laef morreu em 1976 com a idade de 71 anos, deixando a esposa Margareth e duas filhas.

## Principais obras em português
- Ferdinando, o Touro
- A B C da Psiquiatria